# Zygmunt (opera)
Zygmunt (wł. Sigismondo) – opera seria w dwóch aktach. Libretto napisał Giuseppe Maria Foppa, a muzykę skomponował w 1814 roku Gioacchino Rossini.

## Okoliczności powstania opery

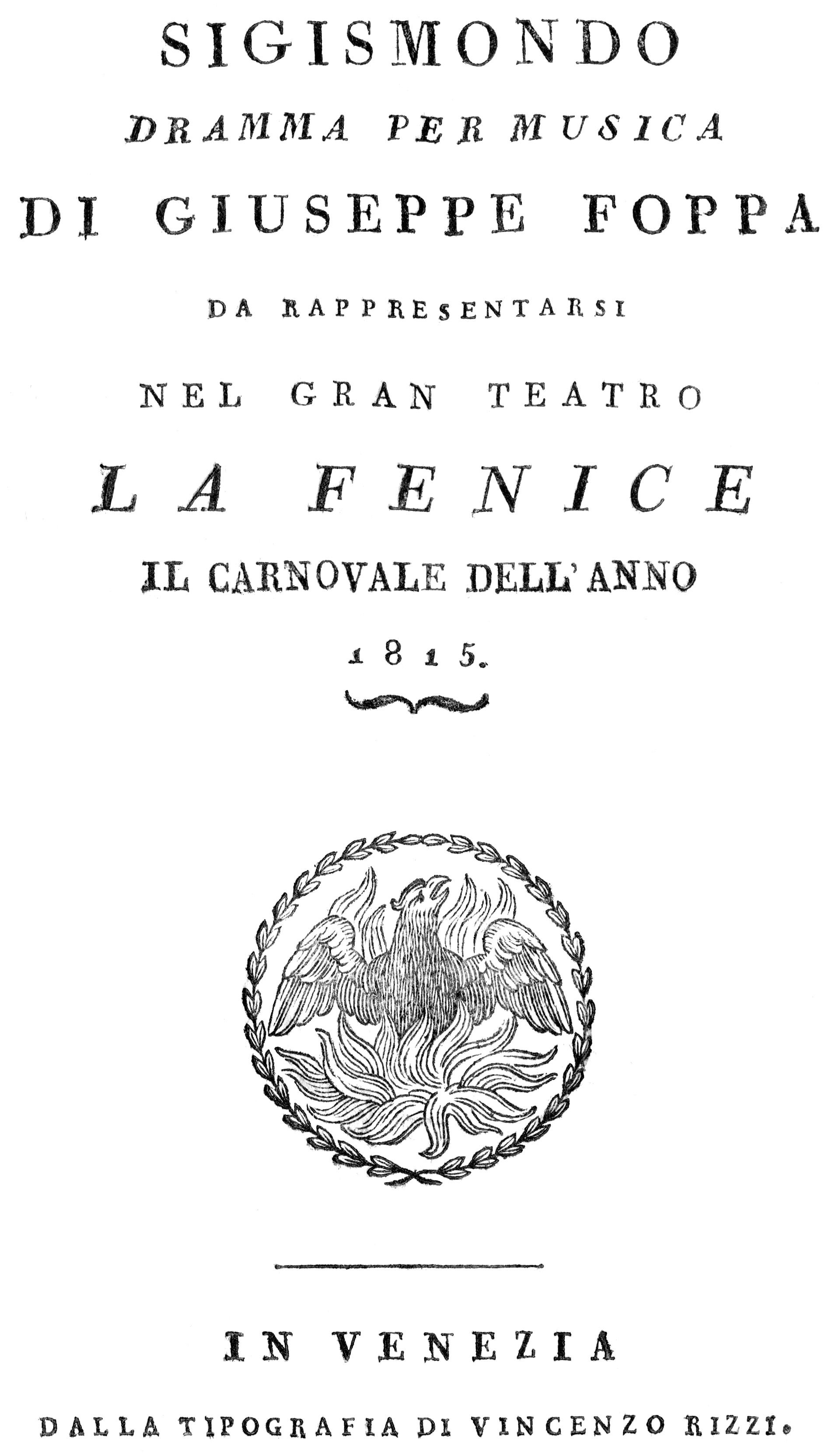
Gioacchino Rossini - Zygmunt - strona tytułowa libretta - Wenecja 1815

Niepowodzenie Aureliana w Palmirze, a potem Turka we Włoszech skłoniło Rossiniego do powrotu z Mediolanu do Wenecji, która tak życzliwie przyjęła jego wcześniejsze utwory. Dzięki zdobytej reputacji, a być może także zabiegom śpiewaczki Marietty Marcolini, wenecki teatr La Fenice podpisał z kompozytorem kontrakt na nową operę. Tekstu dostarczył Giuseppe Foppa. Intryga libretta była identyczna jak ta we wcześniejszej operze z tekstem Foppy Szczęśliwe oszukanie. Libretto, a być może również kryzys wywołany doznanymi niepowodzeniami, przyniosły w rezultacie dzieło, co do którego wartości Rossini miał wątpliwości, mimo że członkowie orkiestry przekonywali go na próbach, że Zygmunt jest najlepszą operą, jaką dotąd napisał i musi odnieść sukces.
Premiera opery odbyła się w weneckim La Fenice 26 grudnia 1814 roku. Publiczność przyjęła Zygmunta chłodno. Tylko ze względu na szacunek dla popularnego autora Tankreda i Włoszki w Algierze obyło się bez incydentów. Nie pomogły głośne nazwiska wykonawców. Marietta Marcolini (Zygmunt) i Elisabetta Manfredini (Aldamira) były wyraźnie nie w formie. O przebiegu premiery Rossini powiedział później Hillerowi: Widzowie nudzili się śmiertelnie. Czytałem to w ich oczach. Jakżeż chętnie daliby upust swemu niezadowoleniu! A jednak powstrzymali się i bez najmniejszego incydentu pozwolili wykonać muzykę do końca. Byłem wzruszony ich uprzejmością.
Wśród głównych powodów, dla których opera nie odniosła sukcesu, współcześni krytycy sztuki przytaczają złe libretto Giuseppe Marii Foppy, z zagmatwanym, nieprawdopodobnym tekstem, z historią wziętą już przez samego Fopę do Szczęśliwego oszukania w 1812 roku. Opera, jednak zawierała szereg znakomitych fragmentów muzycznych. Rossini później ponownie je wykorzystał w swoich następnych dziełach: Elżbieta królowa Anglii; Torvaldo i Dorliska; Adina; Cyrulik sewilski; Kopciuszek. Z czasem zyskały sławę i potwierdzają to, co muzycy orkiestry stwierdzali podczas prób, że było to ich najlepsze dzieło.
Do fragmentów opery, które kompozytor postanowił wykorzystać w innych swoich dziełach należą między innymi:  chór z początku II aktu powtórzony później w pierwszej scenie Cyrulika sewilskiego;  duet Władysława i Aldamiry z I aktu, z którego epizod zostanie później wykorzystany w arii o plotce Don Basilia w tymże Cyruliku;  temat chóru myśliwych z Zenovito i Aldimirą: Di caccia il suono – Al bosco! alla caccia! ze sceny 5–6 pierwszego aktu został wykorzystany w Kopciuszku - chór z  Magnifico Conciossiacosacché trenta botti già gustò;  uwertura, której pierwsza część napisana była pierwotnie dla Turka we Włoszech została następnie wykorzystana w Otellu.

## Dalsze losy opery
Pomimo nieudanej premiery, operę wystawiano jeszcze w Padwie, Cremonie, Reggio Emilia i Senigallia w 1819 r., Florencji i Sienie w 1820 r., Porto w 1822 r. i ponownie w Bolonii w 1827 r. Potem zniknęła z repertuarów.
Dopiero w 1992 roku odkopano dzieło na przedstawienie w Rovigo, Savonie i Treviso z młodą Sonią Ganassi w roli tytułowej. Później pokazano je w Pradze i w Bad Wildbad w 1995 roku.
W 2010 roku uwagę krytyków i publiczności przyciągnęła kontrowersyjna inscenizacja na Rossini Opera Festival w Pesaro. Orkiestrą dyrygował Michele Mariotti, wystąpili: Daniela Barcellona, Andrea Concetto, Olga Peretyatko, Antonio Sirgausa, Manuela Bisceglie i Enea Scala. Reżyser Damiano Michieletto przeniósł cały pierwszy akt Zygmunta do szpitala dla obłąkanych około 1900 roku, gdzie miał przebywać tytułowy bohater. W większości negatywne recenzje wskazywały jednak na muzyczny potencjał opery. Śpiewacy otrzymywali przeważnie bardzo dobre recenzje. Przedstawienie to zostało wydane na DVD.
W 2016 roku opera została wystawiona na festiwalu Rossiniego w Wildbad.
W Polsce, w Krakowie w ramach Festiwalu Opera Rara, 23 stycznia 2020 miała miejsce premiera opery pod włoskim tytułem Sigismondo. Reżyseria: Krystian Lada, scenografia: Natalia Kitamikado, reżyseria światła: Maarten Warmerdam. W obsadzie: Franco Fagioli, sławny argentyński kontratenor, w roli Sigismunda, sopranistka Francesca Chiejina jako Aldimira, bas Kenneth Kellog jako Ulderico i Zenovito, tenor Pablo Bemsch jako Ladislao, sopranistka Marzena Lubaszka – Anagilda i tenor Bartosz Gorzkowski jako Radoski. Wystąpili Chór i Orkiestra Capella Cracoviensis pod dyrekcją Jana Tomasza Adamusa.

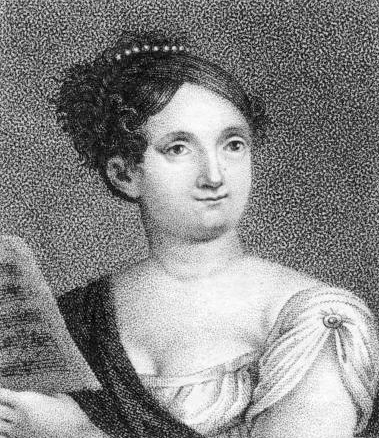
Marietta Marcolini- pierwsza odtwórczyni roli Zygmunta

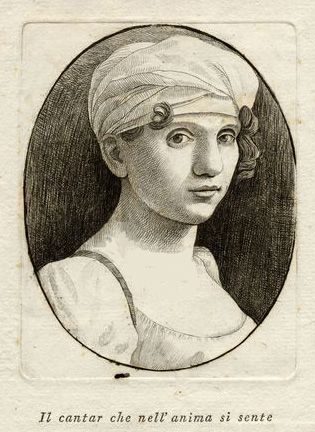
Elisabetta Manfredini - pierwsza odtwórczyni roli Aldamiry

## Osoby
| Rola                                 | Głos        | Premiera 26 grudnia 1814 (Pierwsza obsada) |
| ------------------------------------ | ----------- | ------------------------------------------ |
| Zygmunt                              | mezzosopran | Marietta Marcolini                         |
| Aldamira, żona Zygmunta              | sopran      | Elisabetta Manfredini                      |
| Anagilda                             | sopran      | Marianna Rossi                             |
| Ulderyk, ojciec Aldamiry, król Bremy | bas         | Luciano Bianchi                            |
| Władysław, minister Zygmunta         | tenor       | Claudio Bonoldi                            |
| Ziemowit, dworzanin Zygmunta         | bas         | Luciano Bianchi                            |
| Radoski                              | tenor       | Domenico Bartoli                           |

## Treść
Akcja opery rozgrywa się w Polsce, w bliżej nie określonym czasie, w dawnej stolicy Polski Gnieźnie i okolicach Władysław, pierwszy minister króla Zygmunta, zakochany w królowej Aldamirze i odepchnięty przez nią, mści się oskarżając ją o zdradę małżeńską. Król daje wiarę oskarżeniu, Aldamira zostaje skazana na śmierć, przed którą ratuje ją szlachetny dworzanin Zygmunta, Ziemowit (Zenovito). Dworzanin i królowa chronią się w puszczy. Po dwudziestu latach Ulderyk, król Węgier, mszcząc krzywdę córki, wyrusza przeciw Zygmuntowi. Jego wojska zwycięsko posuwają się naprzód. Tymczasem Zygmunt z Władysławem trafiają przypadkiem podczas polowania do kryjówki Ziemowita i Aldamiry. Obydwaj są przerażeni ich podobieństwem do dworzanina i królowej od lat uważanych za zmarłych. Ziemowit zapewnia ich jednak, że podobieństwo jest zupełnie przypadkowe: on sam jest skromnym pustelnikiem a Aldamira, jego córką. Dowiedziawszy się o kłopotach króla, aby ratować kraj, radzi mu posłużyć się podstępem, przebrać jego córkę w szaty zmarłej królowej i przedstawić ją jako Aldamirę Ulderykowi. Zygmunt przystaje na propozycję, jest nawet skłonny poślubić sobowtóra swej małżonki. Władysław, który myśli o zdetronizowaniu Zygmunta, ujawnia jednak intrygę Ulderykowi. Aldamira, po przybyciu do obozu ojca, zostaje uwięziona jako oszustka i oddana w ręce Władysława. Zygmunt w decydującej bitwie z Ulderykiem ponosi klęskę i dostaje się do niewoli. Na szczęście Aldamirze udaje się wymknąć Władysławowi i odkryć przed Ulderykiem i Zygmuntem kim naprawdę jest. Sztuka kończy się sceną pojednania, a skazany na śmierć za swe intrygi Władysław, zostaje ułaskawiony przez królową.

## Konteksty
Lokalizacja akcji opery w Polsce jest całkowicie umowna, a kontekst historyczny potraktowany bardzo swobodnie, jako egzotyczny ornament. Obok Gniezna i Ziemowita, król Zygmunt i jego minister Władysław, królowa o imieniu Aldamira, córka króla Ulderyka węgierskiego czy może, co jeszcze egzotyczniejsze, bremeńskiego, służą tylko za tło dla wydarzeń. Czeski muzykolog i kompozytor Karel Burian w rywalizacji o tron pomiędzy Zygmuntem a Władysławem widzi dalekie echo rywalizacji pomiędzy synami Jagiellończyka, Zygmunta identyfikuje z Zygmuntem Starym, bratem Władysława Jagiellończyka. Niezależnie od tego jednak czy zestawienie Zygmunt – Władysław łączyć się będzie z Zygmuntem Starym czy Zygmuntem III Wazą i jego synem Władysławem IV związek bohaterów opery z historycznymi pierwowzorami pozostanie nader luźny, co zresztą jest charakterystyczne i dla wcześniejszych utworów historycznych Rossiniego (Tankred, Aurelian w Palmirze).

## Numery muzyczne
- Uwertura / Sinfonia

### Akt pierwszy
- Nr. 1. Introdukcja (Chór, Anagilda, Radoski, Władysław): „O Prence misero“ (Scena 1)
  - Recytatyw (Anagilda, Władysław, Radoski): „Né fia, german, che rieda“ (Scena 2)
- Nr. 2. Cavatina „Sigismondo con interruzioni“ (Zygmunt, Anagilda, Władysław, Radoski): „Non seguirmi… omai t’invola“ (Scena 3)
  - Recytatyw (Władysław, Zygmunt): „Signor, mentre t’adora“ (Scena 3–4)
- Nr. 3. Scena (Aldimira): „O tranquillo soggiorno!“ (Scena 5)
  - Cavatina (Aldimira): „Oggetto amabile“ (Scena 5)
  - Recytatyw (Ziemowit, Aldimira): „Signora… Ah taci“ (Scena 5)
- Nr. 4. Chór myśliwych (Ziemowit, Aldimira, Chór): „Di caccia il suono“ – „Al bosco! alla caccia!“ (Scena 5–6)
  - Recytatyw (Aldimira, Ziemowit, Zygmunt, Anagilda, Władysław): „Lo sposo!… Il re!…“ (Scena 7–11)
- Nr. 5. Recytatyw (Zygmunt, Władysław): „Che avvenne?“ (Scena 11)
  - Aria (Władysław): „Vidi… ah no che allor sognai!“ (Scena 11)
  - Recytatyw (Aldimira, Zygmunt): „Giusto cielo m’aita!“ (Scena 12)
- Nr. 6. Recytatyw (Zygmunt, Aldimira): „Se un tradimento reo…“ (Scena 12)
  - Duet (Zygmunt, Aldimira): „Un segreto è il mio tormento“ (Scena 12)
  - Recytatyw (Władysław, Ziemowit): „Il re dov’è?“ (Scena 13)
- Nr. 7. Aria (Ziemowit): „Tu l’opra tua seconda“ (Scena 13)
  - Recytatyw (Władysław, Ziemowit): „Io dispor che costei“ (Scena 14)
- Nr. 8. Recytatyw (Władysław): „Ella ricusa?“ (Scena 15)
  - Duet (Władysław, Aldimira): „Perché obbedir disdegni?“ (Scena 15)
  - Recytatyw (Anagilda, Radoski, Władysław, Zygmunt): „Che creder degg’io mai!“ (Scena 16)
- Nr. 9 Finał I (Aldimira, Anagilda, Zygmunt, Władysław, Radoski, Ziemowit, Chór): „Quale, o ciel, d’idee funeste“ (Scena 17)

### Akt drugi
- Nr. 10 Introdukcja (Chór): „In segreto a che ci chiama?“ (Scena 1)
  - Recytatyw (Zygmunt, Władysław, Anagilda, Radoski, Chór): „Ah! superato il bosco, o sorte avversa!“ (Scena 2)
- Nr. 11. Chór (Chor, Anagilda, Radoski): „Viva Aldimira“ (Scena 3)
  - Recytatyw (Władysław, Aldimira, Zygmunt, Radoski, Anagilda): „O vista che m’agghiaccia!“ (Scena 3–4)
- Nr. 12. Scena (Aldimira, Zygmunt): „Come!“ (Scena 4)
  - Duet (Aldimira, Zygmunt): „Tomba di morte e orrore“ (Scena 4)
  - Recytatyw (Radoski, Anagilda): „M’ingannaste, occhi miei?“ (Scena 5)
- Nr. 13. Rondo (Anagilda): „Sognava contenti“ (Scena 5)
  - Recytatyw (Radoski, Władysław): „O ciel! tu riserbasti“ (Scena 6)
- Nr. 14. Scena (Władysław): „Misero me!“ (Scena 7)
  - Aria (Władysław): „Giusto ciel che i mali miei“ (Scena 7)
  - Recytatyw (Zygmunt, Radoski, Aldimira): „Venga Egelinda“ (Scena 8–10)
- Nr. 15. Scena (Radoski, Zygmunt, Aldimira, Chór): „Alla partenza“ (Scena 11)
  - Aria (Aldimira): „Ah signor, nell’alma mia“ (Scena 11)
  - Recytatyw (Ulderyk, Władysław): „Venga pur Ladislao“ (Scena 12)
- Nr. 16. Kwartet (Aldimira, Zygmunt, Władysław, Ulderyk): „Genitor… deh vien!“ (Scena 13)
  - Recytatyw (Radoski, Ulderyk, Władysław): „Giusto ciel! qual mia sorte!“ (Scena 14–15)
- Nr. 17. Wielka scena (Zygmunt, Ulderyk, Władysław, Aldimira, Chor): „O sorte barbara!…“ – „Vincesti, iniqua sorte!“ (Scena 16)
  - Aria w dużej scenie (Zygmunt): „Alma rea“ (Scena 16)
  - Recytatyw (Ulderyk, Aldimira, Władysław, Zygmunt): „E tu che per salvarlo“ (Scena 17)
- Nr. 18. Finał II (Aldimira, Zygmunt, Władysław, Ulderyk, Chór): „Qual felice amico giorno“ (Scena 17)[14].